# オオカモメ

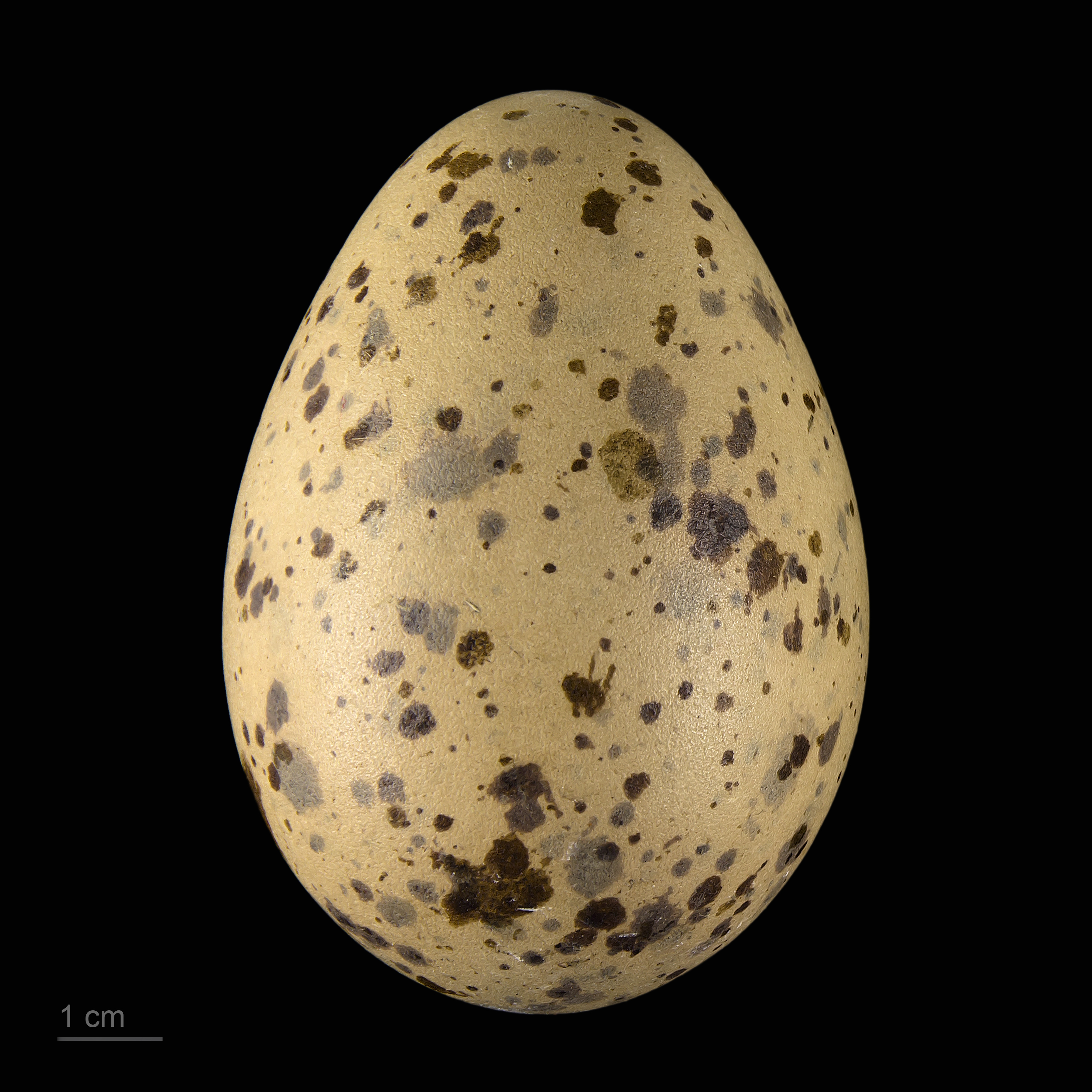
Larus marinus

オオカモメ（学名Larus marinus）は、チドリ目カモメ科に分類される鳥類の一種。

## 分布
ヨーロッパ及び北アメリカの北極圏に分布する。
ヨーロッパや北米の海岸及び北大西洋の島々で繁殖するが、いくらかの個体は南下もしくは内陸へと移動し、大きな湖や貯水池などに留まる。

## 形態
カモメ類の中で最大の種。
体長 61-74 cm、翼開長は 1.4 ～ 1.7 m。
主として魚類を食べるが、鳩や鴨などの中型鳥類や小型の哺乳類を食べる事もある。
成鳥は頭部・首・腹部は白。濃い灰色の背中及び翼。黄色い觜とピンク色の脚。
ニシセグロカモメと混同されるが、ニシセグロカモメはやや小さくスリムな鳥で、脚が黄色いのが特徴。またオオカモメと違って冬になると頭部が少し灰色になる。

## 画像

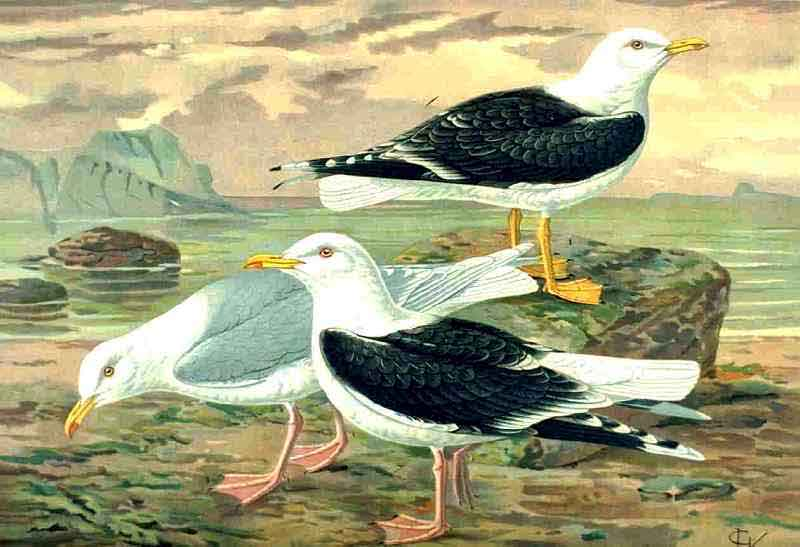
下がオオカモメ、上がニシセグロカモメ、左がシロカモメ